# Tour Meles Zenawi
Le Tour Meles Zenawi, parfois nommé Tour d'Éthiopie, est une course cycliste masculine sur route à étapes se déroulant fin août début septembre en Éthiopie. Elle fait partie de l'UCI Africa Tour en catégorie 2.2 depuis 2016. Elle a été nommée en hommage au Premier ministre éthiopien Meles Zenawi.

## Palmarès
| Année | Vainqueur    | Deuxième      | Troisième          |
| ----- | ------------ | ------------- | ------------------ |
| 2016  | Tedros Redae | Alem Grmay    | Getachew Atsbha    |
| 2017  | Willie Smit  | Kibrom Hailay | Fiseha Gebremariam |